# Скребло

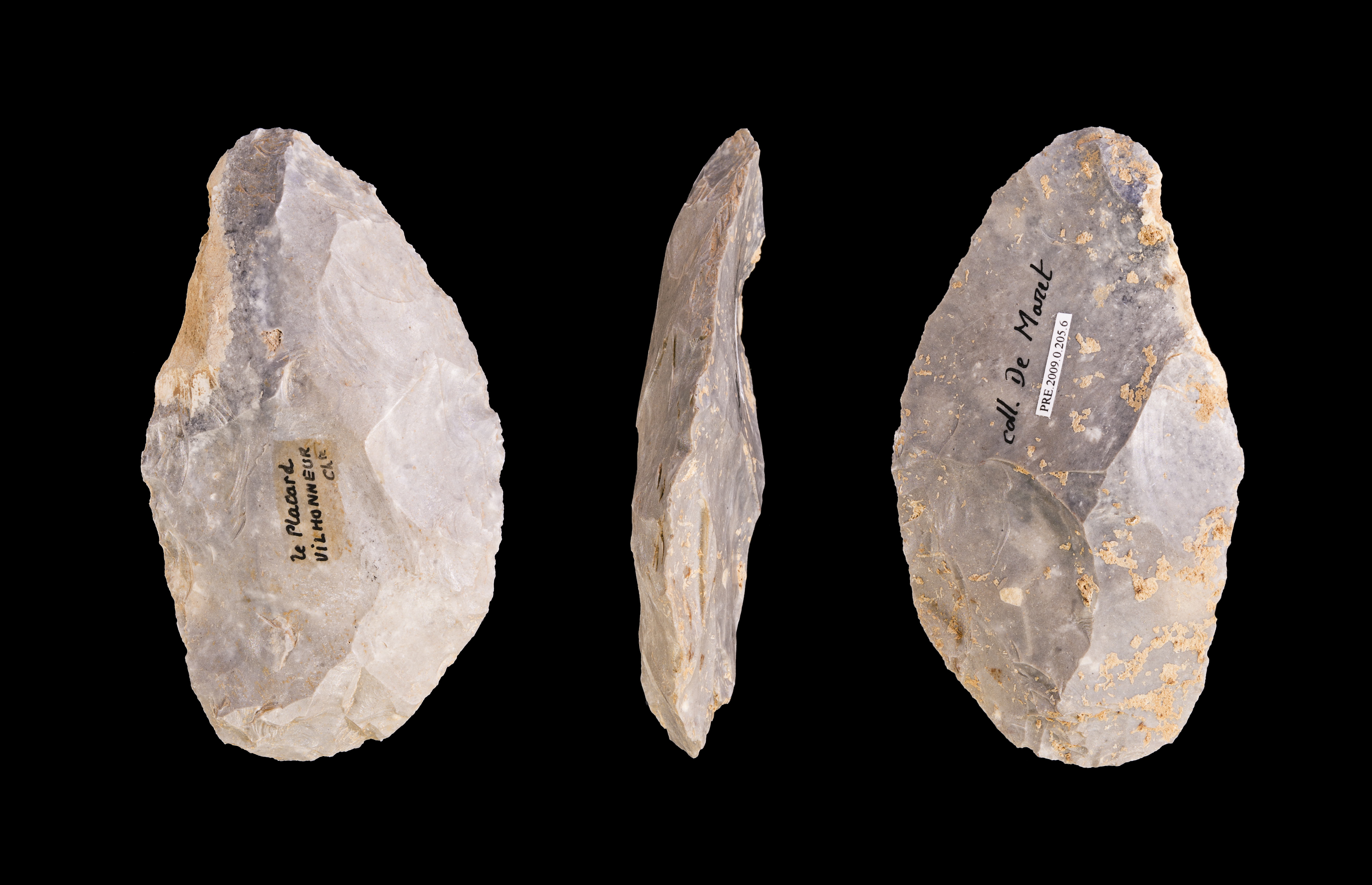
Неандертальське скребло, Франція

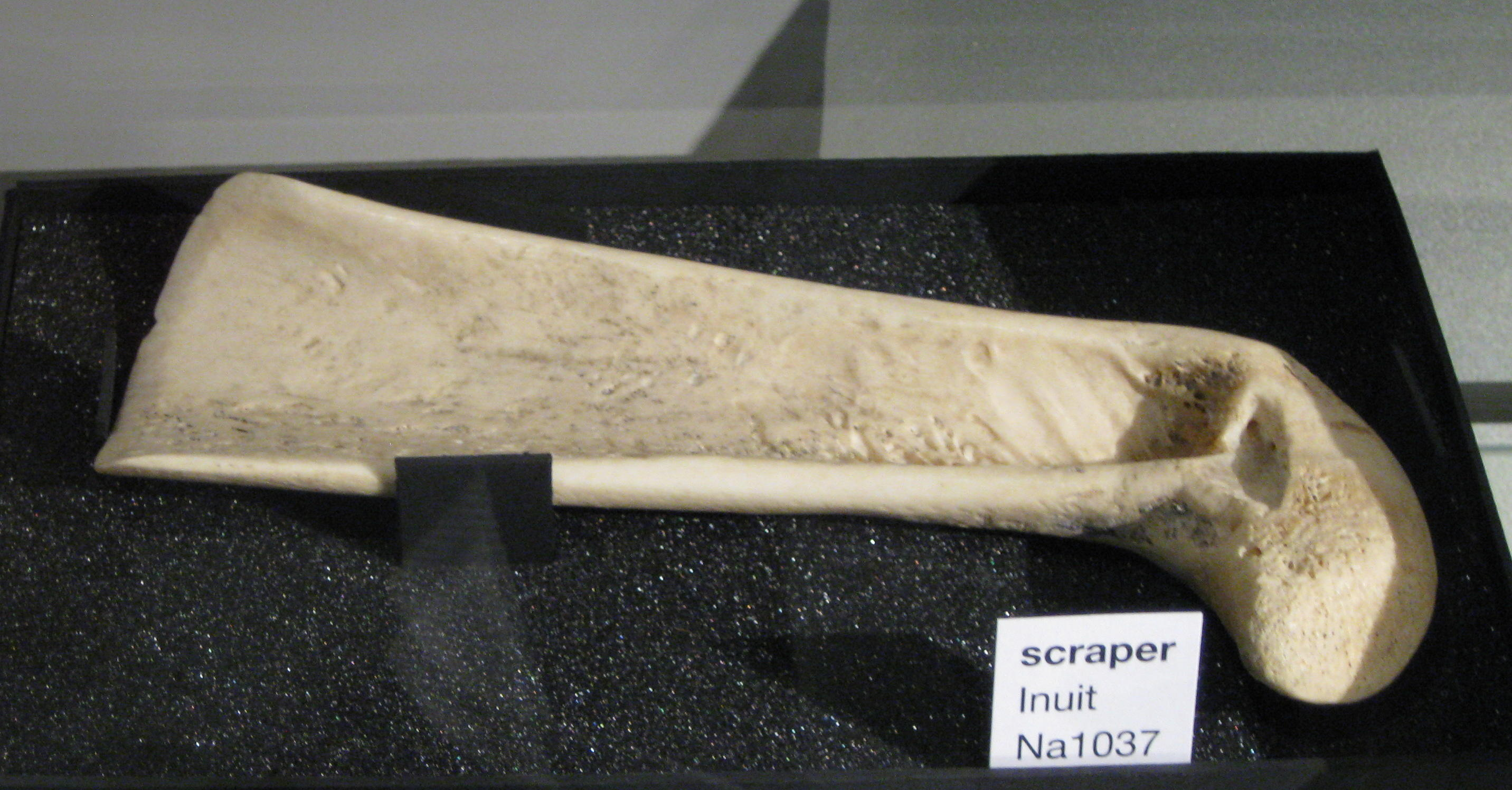
Скребло з кістки. Ескімоси.

Скребло — скребучо-ріжуче знаряддя праці в кам'яній індустрії, найбільш характерне для середнього палеоліту. Воно більше й іноді менш функціонально виражене, ніж шкребок, може бути комбінованованим. Скребла отримували з великих сколів-відщепів каменю (кремінь, обсидіан, кварцит та ін.). Може мати один або декілька робочих країв з лезами різних форм: опуклою, прямий, увігнутою, гостроверхій, зубчастої і з обробкою по периметру. Робочі краї можуть утворювати незграбні форми. Леза покриває одностороння або двостороння (біфасіальна) ретуш, яка утворювалася як результат зносу або ж нанесена навмисно. Часто має протилежний лезу обушок (скребла-ножі) або є комбінованим знаряддям (скребло-проколка, скребло-скребло, скребло-вістря і т. д.).
Використовувалися для різання, як ножі, і для обробки шкур тварин. Застосовувалися також кістяні знаряддя. З появою кераміки при нестачі каменю скреблами могли служити осколки судин. Але остаточно визначити призначення того чи іншого кам'яного або іншого знаряддя можливо тільки за допомогою методів трасології. Роль скребла виконує і кам'яний або металевий торцевий напівкруглий ніж «улю» північних народів. До теперішнього часу використовуються скребла (скребки) із заліза. У ремісничо-кустарному шкіряному виробництві аналогічну функцію виконують ножі, струги, тупики, фальці, навіть полотна звичайних кіс. Але і зараз деякі традиційні кожум'яки використовують кам'яні скребла.